# Отрада (Буинский район)
Отра́да — деревня в Буинском районе Республики Татарстан, в составе Мокросавалеевского сельского поселения.

## Этимология названия
Топоним произошёл от русского слова «отрада» (удовольствие, радость, удовлетворение).

## География
Деревня находится на реке Карла, в 18 километрах к западу от города Буинск.

## История
Деревня основана в начале XIX века.
До реформы 1861 года жители относились к категории помещичьих крестьян. Занимались земледелием, разведением скота, портняжным промыслом.
В начале XX века земельный надел сельской общины составлял 157,5 десятины.
До 1920 деревня входила в Рунгинскую волость Буинского уезда Симбирской губернии. С 1920 года в составе Буинского кантона ТАССР. С 10 августа 1930 года в Буинском районе.

## Население
| 1859 | 1897  | 1913  | 1920  | 1926  | 1938  | 1949  | 1958  | 1970  | 1979 | 1989 | 2002 | 2010 |
| ---- | ----- | ----- | ----- | ----- | ----- | ----- | ----- | ----- | ---- | ---- | ---- | ---- |
| 83   | 157 ↗ | 216 ↗ | 242 ↗ | 240 ↘ | 137 ↘ | 150 ↗ | 172 ↗ | 143 ↘ | 96 ↘ | 95 ↘ | 74 ↘ | 63 ↘ |

## Экономика
Полеводство, овцеводство.

## Социальная инфраструктура
Начальная школа.